# Херман Песселья
Херман Песселья (ісп. Germán Pezzella, нар. 27 червня 1991, Баїя-Бланка) — аргентинський футболіст, центральний захисник іспанського «Реал Бетіс» і національної збірної Аргентини.

## Клубна кар'єра
Народився 27 червня 1991 року в місті Баїя-Бланка. Вихованець юнацьких команд футбольних клубів «Олімпо» та «Рівер Плейт».
У дорослому футболі дебютував 2011 року виступами за команду «Рівер Плейт», у складі якої протягом наступних чотирьох років взяв участь у 43 матчах чемпіонату і став володарем Кубка Лібертадорес та переможцем Рекопи Південної Америки. 
Влітку 2015 року перебрався до Європи, уклавши п'ятирічний контракт з іспанським клубом «Реал Бетіс», що саме підвищився в класі до Ла-Ліги. У команді із Севільї став одним з основних центральних захисників, взявши за два сезони участь у 66 іграх в усіх турнірах.
2017 року був орендований італійською «Фіорентиною», яка за рік скористалася опцією викупу контракту гравця за 11 мільйонів євро. Перед початком сезону 2018/19 аргентинця було обрано новим капітаном «фіалок».
Після чотирьох сезонів в Італії 19 серпня 2021 року повернувся до іспанського «Реал Бетіс», з яким уклав чотирирічний контракт.

## Виступи за збірні
Протягом 2009–2012 років залучався до складу молодіжної збірної Аргентини. На молодіжному рівні зіграв у 20 офіційних матчах, забив 2 голи.
Наприкінці 2017 року дебютував в офіційних матчах у складі національної збірної Аргентини.
У складі збірної був учасником розіграшу Кубка Америки 2019 року у Бразилії, на якому команда здобула бронзові нагороди, а сам гравець виходив на поле в усіх матчах турніру.
| Дата       | Місто               | Господарі | Результат               | Гості     | Турнір                                 | Голи | Примітки     |
| ---------- | ------------------- | --------- | ----------------------- | --------- | -------------------------------------- | ---- | ------------ |
| 11-11-2017 | Москва              | Росія     | 0 – 1                   | Аргентина | товариський матч                       | -    |              |
| 14-11-2017 | Краснодар           | Аргентина | 2 – 4                   | Нігерія   | товариський матч                       | -    | 80'          |
| 7-9-2018   | Лос-Анджелес        | Аргентина | 3 – 0                   | Гватемала | товариський матч                       | -    | 56'          |
| 12-9-2018  | Іст-Ратерфорд       | Колумбія  | 0 – 0                   | Аргентина | товариський матч                       | -    | 31'          |
| 11-10-2018 | Ер-Ріяд             | Аргентина | 4 – 0                   | Ірак      | товариський матч                       | 1    | кап.         |
| 16-10-2018 | Джидда              | Бразилія  | 1 – 0                   | Аргентина | товариський матч                       | -    |              |
| 26-3-2019  | Танжер              | Марокко   | 0 – 1                   | Аргентина | товариський матч                       | -    | кап.         |
| 15-6-2019  | Салвадор (Бразилія) | Аргентина | 0 – 2                   | Колумбія  | Копа Америка 2019 - 1-й етап           | -    |              |
| 19-6-2019  | Белу-Оризонті       | Аргентина | 1 – 1                   | Парагвай  | Копа Америка 2019 - 1-й етап           | -    |              |
| 23-6-2019  | Порту-Алегрі        | Катар     | 0 – 2                   | Аргентина | Копа Америка 2019 - 1-й етап           | -    | 85'          |
| 28-6-2019  | Ріо-де-Жанейро      | Венесуела | 0 – 2                   | Аргентина | Копа Америка 2019 - чвертьфінал        | -    |              |
| 2-7-2019   | Белу-Оризонті       | Бразилія  | 2 – 0                   | Аргентина | Копа Америка 2019 - півфінал           | -    |              |
| 6-7-2019   | Сан-Паулу           | Аргентина | 2 – 1                   | Чилі      | Копа Америка 2019 - матч за 3-тє місце | -    | 57'          |
| 13-10-2019 | Ельче               | Аргентина | 6 – 1                   | Еквадор   | товариський матч                       | 1    | кап. 61' 82' |
| 15-11-2019 | Ер-Ріяд             | Бразилія  | 0 – 1                   | Аргентина | товариський матч                       | -    |              |
| 18-11-2019 | Тель-Авів           | Аргентина | 2 – 2                   | Уругвай   | товариський матч                       | -    |              |
| 8-6-2021   | Барранкілья         | Колумбія  | 2 – 2                   | Аргентина | Відбір до ЧС 2022                      | -    | 64' 74'      |
| 18-6-2021  | Бразиліа            | Аргентина | 1 – 0                   | Уругвай   | Копа Америка 2021 - 1-й етап           | -    | 90+3'        |
| 21-6-2021  | Бразиліа            | Аргентина | 1 – 0                   | Парагвай  | Копа Америка 2021 - 1-й етап           | -    |              |
| 28-6-2021  | Куяба               | Болівія   | 1 – 4                   | Аргентина | Копа Америка 2021 - 1-й етап           | -    |              |
| 3-7-2021   | Гоянія              | Аргентина | 3 – 0                   | Еквадор   | Копа Америка 2021 - чвертьфінал        | -    |              |
| 6-7-2021   | Бразиліа            | Аргентина | 1 – 1 д.ч. (3 – 2 п.п.) | Колумбія  | Копа Америка 2021 - півфінал           | -    | 90+1'        |
| 10-7-2021  | Ріо-де-Жанейро      | Аргентина | 1 – 0                   | Бразилія  | Копа Америка 2021 - Фінал              | -    | 79'          |
| 2-9-2021   | Каракас             | Венесуела | 1 – 3                   | Аргентина | Відбір до ЧС 2022                      | -    |              |
| Усього     |                     | Матчів    | 24                      |           | Голів                                  | 2    |              |

## Титули і досягнення

### Збірна
- Чемпіон світу (1):

Аргентина: 2022
- Володар Кубка Америки (1):

Аргентина: 2021
- Бронзовий призер Кубка Америки (1):

Аргентина: 2019
- Переможець Суперкласіко де лас Амерікас (1):

Аргентина: 2019
- Срібний призер Панамериканських ігор (1):

Аргентина: 2011
- Володар Кубка чемпіонів КОНМЕБОЛ–УЄФА (1):

Аргентина: 2022

### Клубні
- Чемпіон Аргентини (1):

«Рівер Плейт»: 2014
- Володар Кубка Лібертадорес (1):

«Рівер Плейт»: 2015
- Переможець Рекопи Південної Америки (1):

«Рівер Плейт»: 2015
- Володар Кубка Іспанії (1):

«Реал Бетіс»: 2022